# Agence canadienne d'inspection des aliments
L'Agence canadienne d'inspection des aliments (ACIA, en anglais : Canadian Food Inspection Agency) est l'organisme gouvernemental fédéral du Canada chargé de la sécurité alimentaire mais elle intervient également dans le domaine de l'environnement et de l'économie agroalimentaire, la santé des animaux et la protection des végétaux ainsi que la sécurité sanitaire. Elle a été fondée en 1997.
L’ACIA est dirigée par un président qui relève du ministre de la santé. Le président est secondé par une équipe de direction qui permet à l’ACIA de respecter ses engagements de nature scientifique et de veiller au continuum de la production alimentaire, de la production primaire à la vente au détail.